# Fjord de Flensbourg

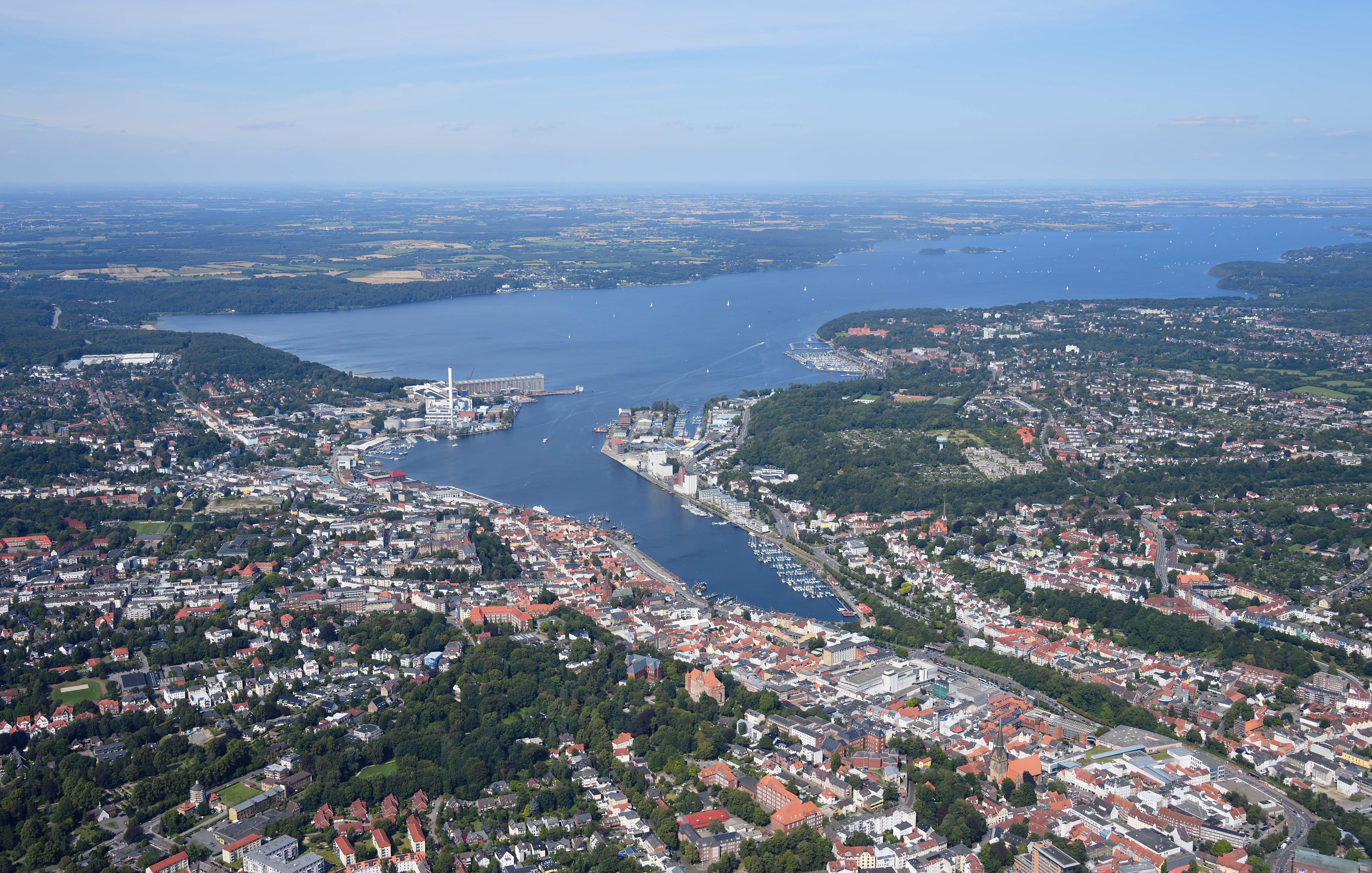
Le fjord de Flensburg avec Flensburg au premier plan

Le fjord de Flensbourg est un fjord du sud de l'aire maritime Cattégat, Øresund et Belts et situé sur la côte est de la péninsule Cimbrienne. La frontière entre l'Allemagne et le Danemark passe par ce fjord.
Il ne s'agit pas à proprement parler d'un fjord, mais d'un fœrde, un bras de mer caractérisé par sa côte basse et sa faible profondeur.

## Formation
Comme un fjord, elle est due à l'érosion d'un front glaciaire durant le Weichsélien. Aux bords se trouvent des moraines de fond et frontales.

## Géographie
Tout au fond du fjord, se situe l'agglomération de Flensbourg. À l'intérieur de la rive orientale, se trouvent la station balnéaire de Glucksbourg et son château. La ville danoise de Sønderborg est au nord-est.

## Topographie

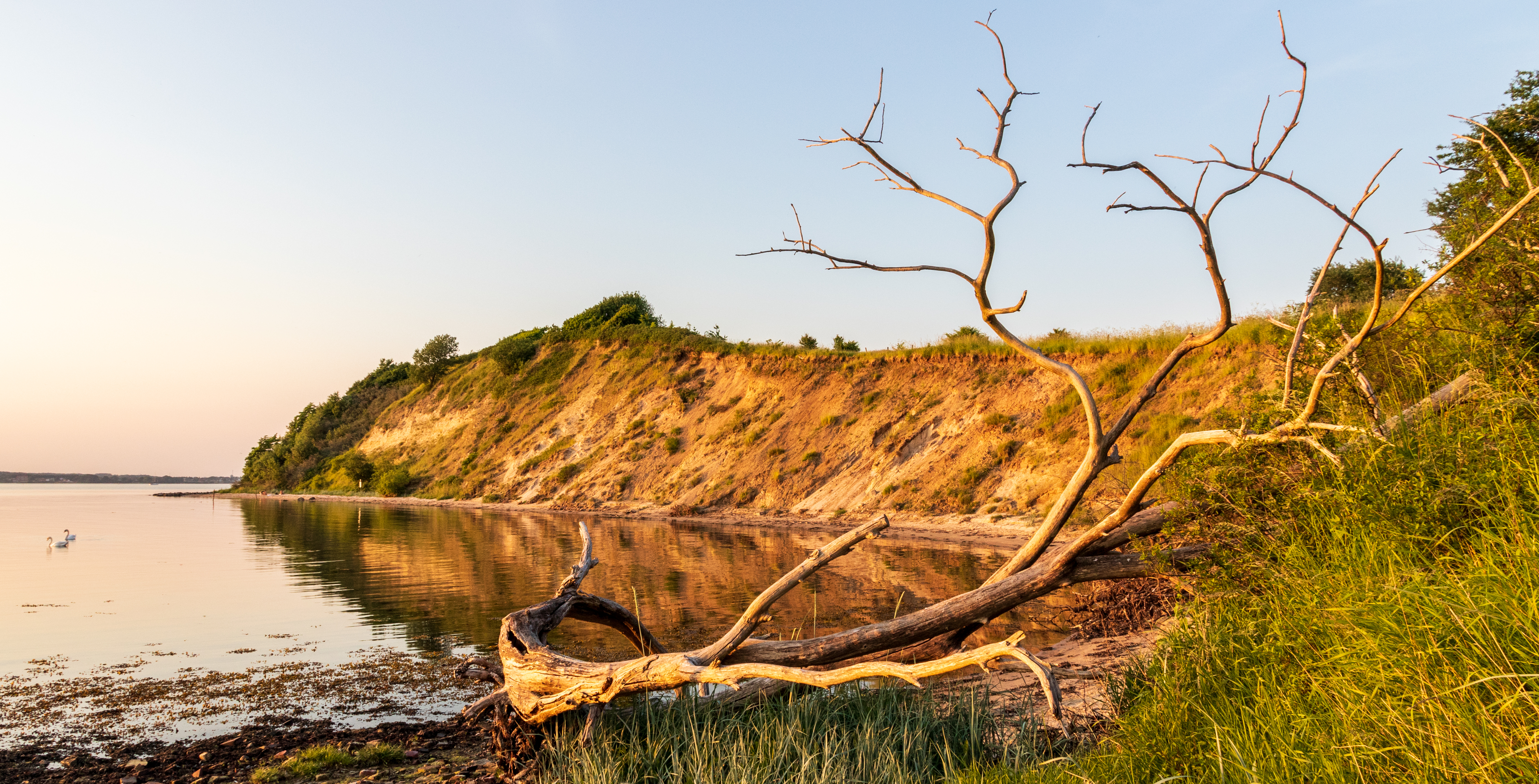
Extrémité de la péninsule de Holnis

Le fjord de Flensbourg mesure environ 43 km (jusqu'au milieu d'une ligne joignant le phare de Kegnæs et la pointe de Birknack, en Allemagne) et est la plus grande étendue d'eau de la péninsule cimbrienne. Son extrémité ouest constitue le point le plus occidental de l'ensemble Cattégat-Belts-mer Baltique. Il est divisé en deux parties par la péninsule de Holnis (de), le territoire le plus au nord-est de l'Allemagne. Il existe ainsi un fjord intérieur (sud-ouest) et un fjord extérieur (est). Flensbourg est tout à l'ouest.
Rive sud
En règle générale, la rive sud du fjord extérieure se caractérise par différentes formes de côtes. Des falaises escarpées de moraines de fond alternent avec des plages étroites assez nombreuses. Langballig est le seul port de pêche. Un point de repère est l'église de Neukirchen, en face de celle de Kegnæs Sogn (da) construite par Jean de Schleswig-Holstein-Sonderbourg. Plus à l'est, la baie de Gelting possède un ancien terminal de ferry et est aujourd'hui un port de plaisance. La réserve naturelle constitue l'extrémité est.
Rive nord
La rive nord du fjord et les deux îles d'Okseø (da) appartiennent au Danemark. Le détroit d'Egernsund Sogn (da) relie le fjord à la baie au nord, la Nybøl Nor. On y trouve quelques briqueteries et la commune de Gråsten. Vers le fjord extérieur, il y a la péninsule de Broager et à l'est, Dybbøl. La ville de Sønderborg est, après Flensbourg, la ville la plus grande du fjord. Ensuite on trouve Alssund (da), la péninsule de Sundeved (da) et l'île d'Als. Le long de la rive nord passe un sentier long de 74 km appelé Gendarmstien (da) (« sentier des gendarmes ») qui était utilisé par la douane danoise pour surveiller les côtes.

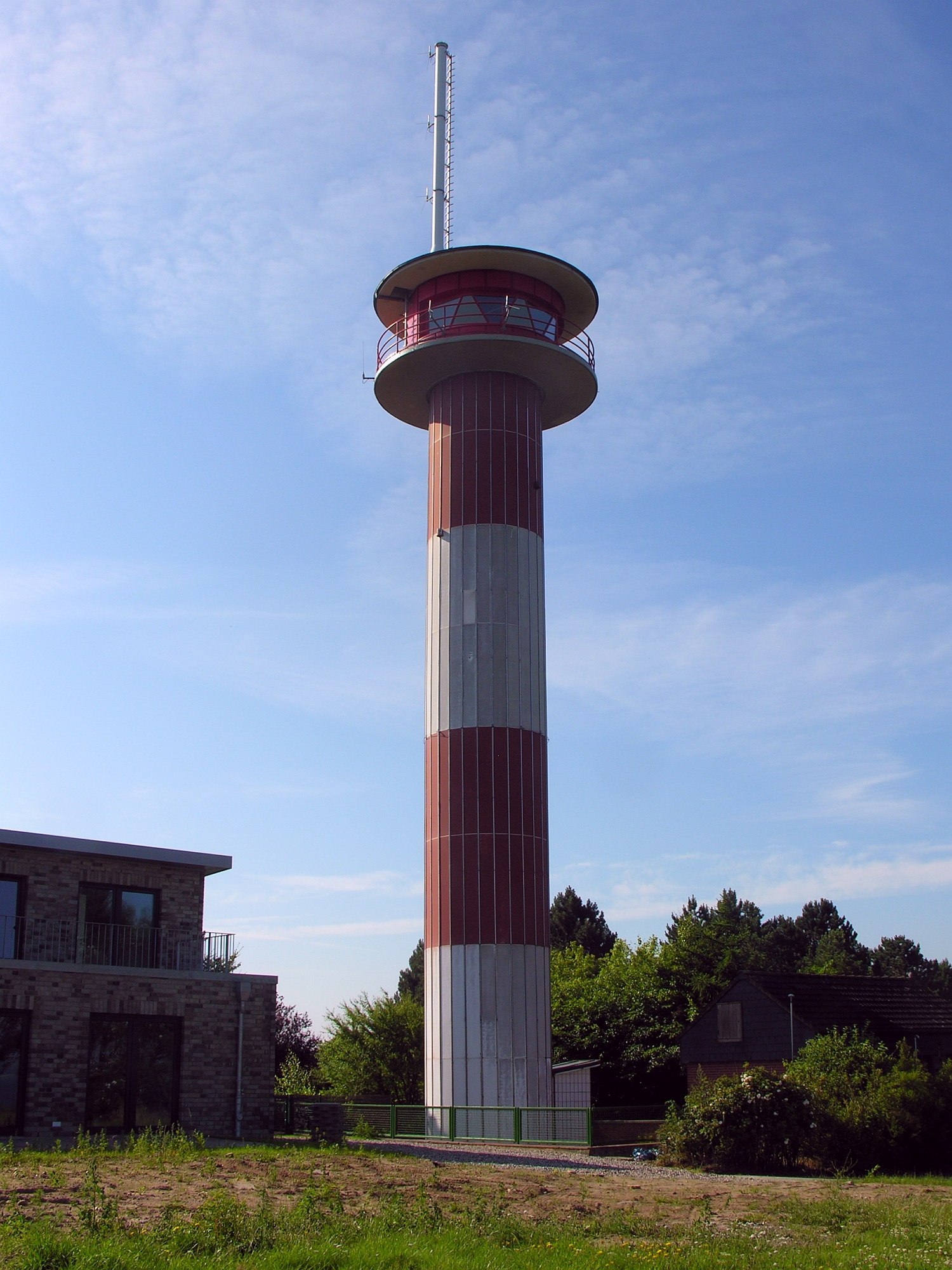
Le phare de Holnis

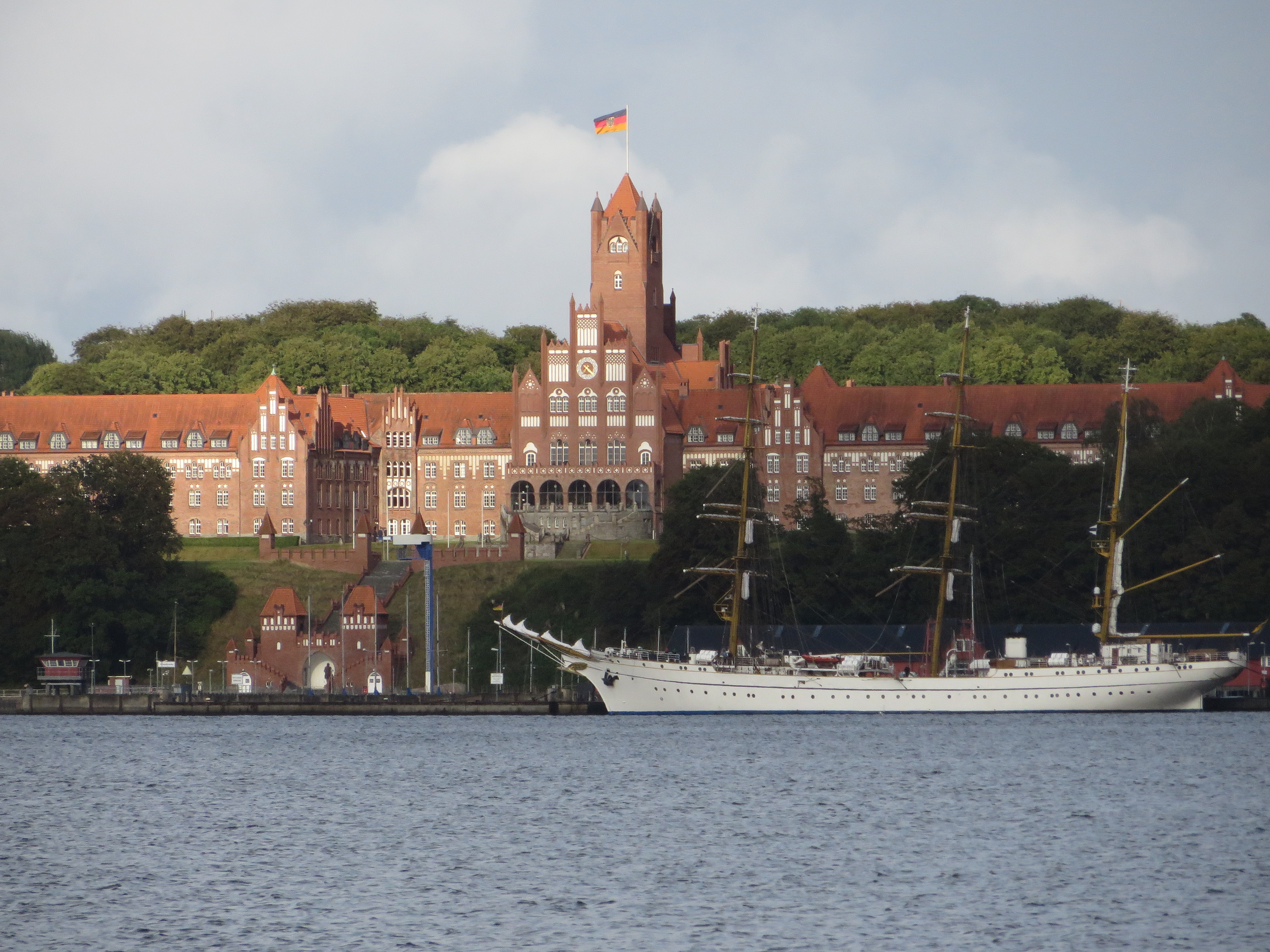
Le Gorch Fock II et l'Académie navale de Mürwik

## Ports
Le fjord est un lieu de nautisme apprécié. Une régate réunissant des bateaux anciens est organisée chaque année. Il existe une activité de fret. Les navires du  chantier de Flensbourg passent par le fjord pour aller en mer Baltique.Des unités navales anciennement situées à Flensburg, il ne reste aujourd’hui que l’académie navale de Mürwik, tandis que l’ancienne base navale a été complètement abandonnée et a maintenant un usage civil (« Marina Sonwik »).

## Phares
Le fjord comprend de nombreux phares à l'intérieur et à l'extérieur, notamment celui de Holnis à l'intérieur. Le passage dans la mer Baltique est défini en dehors par le phare de Kalkgrund à l'ouest et la pointe sud de l'île d'AErø à l'est. Le phare le plus au nord est celui de Gammel Pøl (de), le plus au sud, celui de Falhöft est maintenant hors service.